# HD 151623
HD 151623，又名BD+79 511，SAO 8592、HR 6238，是一颗恒星，视星等为6.32，位于銀經111.93，銀緯32.79，其B1900.0坐标为赤經16h 43m 33.7s，赤緯+79° 32.79′ 22″。